# Lluís Estasen i Pla

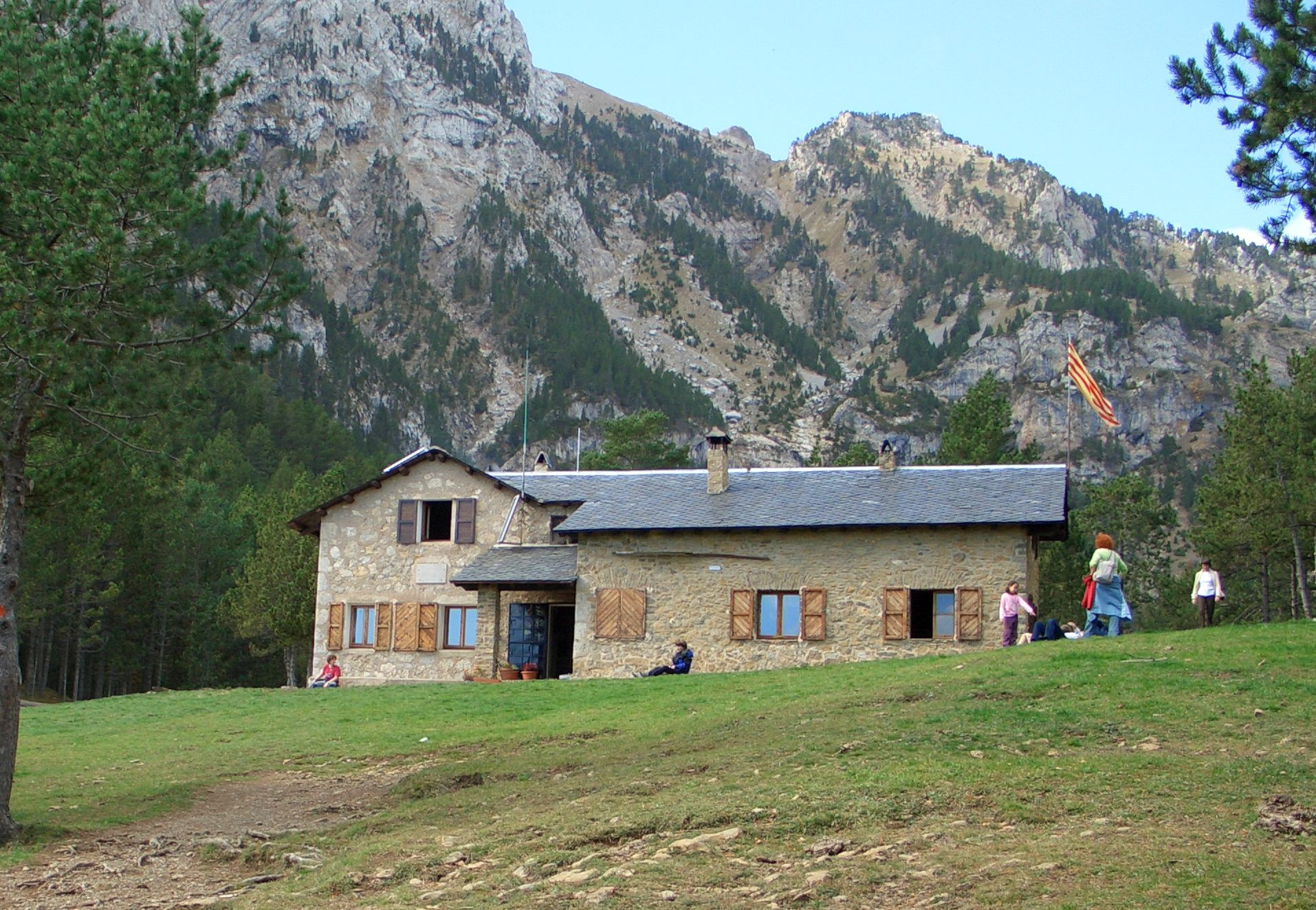
El refugi Lluís Estasen al peu del Pedraforca

Lluís Estasen i Pla (Barcelona, 6 d'octubre de 1890 - 23 de juny de 1947).
fou escalador, alpinista i esquiador de muntanya català, pioner d'aquests esports en molts indrets. Fou l'escalador català més important de l'època d'entreguerres. Va introduir la tècnica del piolet i grampons a l'Estat espanyol.
Fill de Lluís Estasen i Cortada i Pilar Plà i Coll. Casat amb Margarida Alsina. Era nebot de Pere Estasen i Cortada.
Al darrer trimestre de l'any 1910 ingressà al Centre Excursionista de Catalunya. L'any 1929 se li atorgà la Medalla d'or del Centre, en l'acceptació d'aquesta Estasen dirà que l'accepta «creient que es vol premiar l'excursionisme pur, és a dir, als que no podent ésser científics per manca de mitjans, solament busquem en la muntanya la contemplació de la gran obra mestra: la Natura» Més tard l'any 1942 fou nomenat president del Centre Acadèmic d'Escalada (CADE), secció creada dins del Centre Excursionista de Catalunya, essent-ne el primer president.
Als seus inicis es dedica a l'esquí de competició amb bons resultats en diferents proves: campió d'esquí de fons el 1925 i tres vegades guanyador de la copa Ribes en 1921-24. Apassionat de l'esquí de muntanya recorre gran part dels Pirineus. L'any 1919 la Mancomunitat de Catalunya li encarrega de donar lliçons d'esquí als habitants del Pallars i Aran per tal de pal·liar els problemes d'aïllament que patien els pobles de muntanya.

## El Muntanyisme de dificultat i l'escalada
Lluís Estasen s'inicia en l'excursionisme amb la seva entrada al CEC, l'any 1911, i es forma en aquesta pràctica. L'ús de les tècniques alpinístiques - la corda, el piolet i els grampons- l'aprèn d'immigrants alemanys i austríacs vinguts a Barcelona després de la primera guerra mundial.
Estasen, però, no s'inicià a l'escalada fins després d'uns anys de practicar l'excursionisme.
l'any 1920 protagonitza la primera escalada a Montserrat escalant la Gorra Frígia per la que en el temps ha esdevingut la via normal o de descens. L'any 1922, el 14 de maig, Estasen junt amb Pau Giménez realitzen una primera escalada als Ecos, l'anomenat Eco superior, així com als Flautats. El 1924 conquereix la Boteruda del Gra i el Frare Gros, el 1927 la Torta i l'agulla als Ecos. Aquesta última és avui coneguda com l'Agulla Lluís Estasen. L'agulla als Ecos fou rebatejada en la dècada de 1950 per Josep Maria Torras. Quan aquest l'escalà va trobar al pedró una targeta amb els noms d'Estasen i Vila.
Algunes de les seves fites més importants aconseguides foren:
- L'any 1919 Primera ascensió hivernal al Pedraforca (amb en Pau Badia, Josep Maria Guilera i Josep Puntas).
- L'any 1922, concretament el 12 d'abril, aconsegueix la Primera Nacional amb esquís de l'Aneto (amb en E.Ribas, Soler Coll i el guia Delmás).

Durant aquest període obre diverses vies d'ascensió al Pollegó Superior del Pedraforca: La Grallera i la Canal Roja.
- L'any 1924 amb Feliu, Llovera, Navarro i Puntas fan la primera ascensió hivernal a la Pica d'Estats.
- L'any 1930 conjuntament amb en Rovira, dona nom al corredor de l'Aneto per la Vall de Coronas, el Corredor Estasen.

A banda de les ascensions pels Pirineus en vies de categoria primera Nacional, també es prodigà en ascensions als Alps i les Dolomites.
El 22 de juny de 1947 mor d'una embòlia mentre acudia a la col·locació de la primera pedra d'un refugi situat a la Jaça dels prats al peu del Pedraforca. Aquest refugi s'inaugura dos anys més tard amb el nom de Refugi Lluís Estasen.
També es bateja en el seu honor una agulla en el Massís Maladeta-Aneto, la Forca Estasen (3.028m) i una altra a Montserrat, a la regió dels Ecos, denominada Agulla Estasen o Agulla de Lluís Estasen.